# Гайко, Георгий Васильевич
Георгий Васильевич Гайко (род. 21 декабря 1936, Волока) — советский и украинский ортопед, травматолог, профессор (1992), доктор медицинских наук (1985), член Американской академии ортопедов-хирургов (1998), член-корреспондент Национальной академии медицинских наук Украины (2003), академик Национальной академии медицинских наук Украины (2012), заслуженный деятель науки и техники Украины (1995), лауреат Государственной премии Украины в области науки и техники (1996), лауреат премии по клинической медицине Национальной академии медицинских наук Украины (2002), директор Института травматологии и ортопедии Академии медицинских наук УССР (с 1989).

## Биография
Георгий Васильевич Гайко родился 21 декабря 1936 г. в селе Волока.

### Становление в медицине
В 1960 г. закончил Черновицкий медицинский институт и был направлен на работу в больницах Южно-Казахстанской области.
В 1963 г. проходил обучение в Запорожском институте усовершенствования врачей по специальности «Ортопедия и травматология».
С 1963 г. по 1964 г. работал хирургом Мелитопольской городской больницы.

### Научная деятельность
С 1964 г. Гайко Г. В. работает в Институте травматологии и ортопедии Академии медицинских наук УССР на должностях научного сотрудника, старшего научного сотрудника, учёного секретаря.
В 1968 г. — защитил кандидатскую диссертацию.
С 1975 г. по 1978 г. — откомандирован в Алжир, где работает ортопедом — травматологом Центрального госпиталя страны.
В 1980 г. — присвоено учёное звание «Старший научный сотрудник».
С 1983 г. — заместитель директора Института травматологии и ортопедии Академии медицинских наук УССР.
В 1985 г. — защитил докторскую диссертацию.
С 1989 г. — директор Института травматологии и ортопедии Академии медицинских наук УССР, где руководит клиникой заболеваний суставов у детей и подростков.
С 1992 г. — присвоено учёное звание «Профессор».
С 1995 г. — заведующий кафедрой травматологии и ортопедии Киевского медицинского университета УАНМ.
С 1998 г. — член Американской академии ортопедов-хирургов.
С 2002 г. — руководит клиникой травматологии и ортопедии для взрослых во вверенном ему Институте.
Внес значительный вклад в разработку проблем реабилитации больных с последствиями полиомиелита, ортопедических аспектов гематогенного полиомиелита, артропластики, трансплантации костной и хрящевой тканей, реконструктивно-восстановительных операций у больных с дегенеративно-дистрофическими поражениями суставов, стабильно-функционального остеосинтеза, остеопороза.
Основные направления научной деятельности: 
- травма и её последствия, травматизм;
- методы стабильно-функционального остеосинтеза при переломах и реконструктивно-восстановительных операциях;
- изучение особенностей роста и формирования костей и суставов при гематогенном остеомиелите у детей и подростков;
- разработка реконструктивно-восстановительных операций;
- трансплантация костной и хрящевой тканей в эксперименте и клинике;
- разработка методов лечения, прогнозирования и профилактики дегенеративно-дистрофических процессов при врожденных и приобретенных заболеваниях;
- эндопротезирование суставов,
- остеопороз в возрастном аспекте и его влияние на течение заболеваний костей и суставов;
- организация травматолого-ортопедической помощи и службы на Украине, подготовка кадров.

Подготовил 8 докторов и 14 кандидатов наук.

## Публикации
Автор 415 научных работ, в том числе: семи монографий, одного учебника, шести справочников, 12 авторских свидетельств и патентов, 18 методических рекомендаций.
Основные научные труды:
- «Ортопедические осложнения и последствия гематогенного метаэпифизарного остеомиелита у детей и подростков» 1984;
- «Актуальные вопросы костно-гнойной хирургии» 1995;
- «Хирургическое лечение повреждений плечевого сплетения» 2001;
- «Восстановительная хирургия деструктивных форм костно-суставного туберкулеза и остеомиелита и их последствий» 2002;
- «Витамин Д и костная система» 2008;
- «Диагностика и лечение анкилозирующего спондилита» 2010;
- «Эндопротезы суставов человека: материалы и технологии» 2011.

### Редакторская деятельность
- Редактор журнала «Вестник ортопедии, травматологии и протезирования»
- Член редколлегий ряда ведущих научных журналов, в том числе трёх зарубежных

## Общественная деятельность
- Почетный президент Украинской ассоциации травматологов-ортопедов
- Член Ученого медицинского совета МОЗ Украины
- Председатель проблемной комиссии «Травматология и ортопедия» при Ученом медицинском совете Минздрава и АМН Украины
- Член аттестационной комиссии при Президиуме АМН Украины
- Член секции комитета по Государственным премиям Украины
- Член совета Общественной организации Землячество буковинцев в городе Киеве «БУКОВИНА»[2]

## Награды
- 1982 — награждён Медалью «В память 1500-летия Киева»
- 1995 — присвоено почётное звание «Заслуженный деятель науки и техники Украины»[3]
- 1996 — за научную работу «Разработка и внедрение в медицинскую практику реконструктивно-восстановительных операций на больших суставах при их повреждениях и ортопедических заболеваниях» присуждена Государственная премия Украины в области науки и техники[4]
- 2004 — награждён Орденом «За заслуги» III степени[5]
- 1970 — награждён Знаком «Отличник здравоохранения»
- 1986 — награждён Медалью «Ветеран труда»
- 2002 — награждён Премией по клинической медицине Национальной академии медицинских наук Украины
- 2006 — награждён Почетной грамотой Кабинета Министров Украины
- 2008 — награждён Грамотой Верховной Рады Украины
- 2017 — награждён орденом князя Ярослава Мудрого V степени[6]